# 柳橋朋典
柳橋 朋典（やなぎばし とものり、1982年10月28日 - ）は、日本の俳優である。文学座所属。栃木県出身。

## 出演作品

### 舞台
2006年
- 初舞台『オトコとおとこ』（文学座アトリエ公演）
- 『裸足』（アビコカルピズ）サイスタジオコモネ

2007年
- 『僕たちの好きだった革命』（サードステージ）シアターアプル
- 『ぬけがら』（本公演）紀伊國屋サザンシアター、10年地方巡演
- 『Living on Stone Rice』（シアターソル）こまばアゴラ劇場

2008年
- 『ゆれる車の音』（本公演）旅

2009年
- 『かぐや姫』（本公演）日生劇場

2010年
- 『カラムとセフィーの物語』（アトリエ）

2011年
- 『アセンション日本』（トレランス）紀伊國屋ホール
- 『ISAMU』(宮本亜門公開リーディング）KAAT神奈川芸術劇場

2012年
- 『三人姉妹』（本公演）紀伊國屋ホール
- 『エゲリア』（本公演）吉祥寺シアター
- ネオ・オペラ『マダムバタフライX』 KAATホール

2013年
- 『大空の虹を見ると私の心は躍る』（本公演）紀伊國屋サザンシアター

### テレビ
- ウォーターボーイズSP
- ダンドリ。
- ゴンゾウ〜伝説の刑事〜
- 日本人の知らない日本語
- JIN-仁-
- 新・警視庁捜査一課9係

### 映画
- パッチギ! LOVE&PEACE

### 吹き替え
- FBIシーズン5
- ナースジャッキー

### 劇場版アニメ
- ハウルの動く城
- 崖の上のポニョ
- コクリコ坂から

### ゲーム
- メタルギアソリッドV グラウンド・ゼロズ（2014年、兵士）
- メタルギアソリッドV ファントムペイン（2015年、兵士、その他）

### ラジオドラマ
- こんぴら夫婦（NHK-FMシアター）